# Jean Dockx
Jean Baptiste Dockx (24. maj 1941 - 15. maj 2002) var en belgisk fodboldspiller (midtbane) og -træner.
Dockx tilbragte hele sin karriere i hjemlandet, hvor han spillede for henholdsvis Mechelen, Racing White og Anderlecht. Med Anderlecht var han med til at vinde det belgiske mesterskab i både 1972 og 1974.
Dockx spillede desuden 35 kampe og scorede tre mål for det belgiske landshold. Han repræsenterede sit land ved VM i 1970 i Mexico, hvor han spillede alle sit holds tre kampe. To år senere var han med til at vinde bronze ved EM i 1972 på hjemmebane.